# Mesvres
Mesvres é uma comuna francesa na região administrativa de Borgonha-Franco-Condado, no departamento Saône-et-Loire. Estende-se por uma área de 23,22 km². Em 2010 a comuna tinha 779 habitantes (densidade: 33,5 hab./km²).